# Just Lose It
Just Lose It è un singolo del rapper Eminem, pubblicato il 28 settembre 2004 come primo estratto dal quinto album in studio Encore.
Il 28 febbraio 2018, la RIAA lo certifica singolo di multiplatino, avendo venduto oltre due milioni di copie nel mercato statunitense.

## Tracce
1. Just Lose It
2. Just Lose It (versione censurata)

## Il brano
La canzone ha una intro simile a quella di Without Me. Nella prima strofa il rapper di Detroit prende esplicitamente in giro Michael Jackson per le sue accuse di presunta pedofilia, dicendo: «Cos'altro potrei fare per far casino / ho già toccato tutto tranne bambini / questa non è una pugnalata per Michael, è una metafora, sono pazzo / impazzisco un po', a volte vado un po' fuori controllo con le mie rime».
Nelle altre due strofe si distacca dalla critica a Michael Jackson per descriverci un suo fine settimana movimentato, in cui Eminem, tra le altre cose, viene rinchiuso con l'accusa di aver molestato una vecchietta, ma non ricorda nulla e si ritiene innocente.

### I 2 skit
I due skits, "Paul Skit" e "Em calls Paul Skit", parlano proprio di Michael Jackson, "Paul Skit" è uno skit dove Paul parla di Michael Jackson e del suo ultimo video (Just Lose It appunto), e Paul, per essere generoso, dice anche di chiamarlo e poi riattacca il telefono, "Em calls Paul Skit" è invece un altro skit dove Eminem risponde alla sua chiamata e parla anche lui di Michael Jackson, citando anche alcune sue canzoni famose, però la sua voce è robotica e una voce femminile le risponde dicendo «Goddamn it!», poi riattacca il telefono (dopo che Eminem ha riattaccato il telefono).

## Video musicale
Marshall nel video della canzone scimmiotta il personaggio di Michael Jackson, facendo riferimenti agli avvenimenti che più hanno ridicolizzato e diffamato la popstar. In una scena lo si vede mentre gli prendono fuoco i capelli (fatto realmente accaduto a Jackson quando i suoi capelli presero fuoco durante le riprese di uno spot per la Pepsi nel 1984), in un'altra gli cade il naso. In quest'ultimo caso Eminem si riferisce ai presunti interventi di chirurgia plastica subiti da Jackson.
Infine il finto Michael Jackson (interpretato sempre da Eminem) viene ripreso su un letto in compagnia di ragazzini, chiaro rimando alle accuse di presunta pedofilia mosse nei confronti della popstar.
Inoltre all'inizio del video il personaggio di Michael Jackson entra nella discoteca e ad ogni passo che fa si accende il pezzo di strada, questo ricorda il video di Billie Jean.

### Critiche

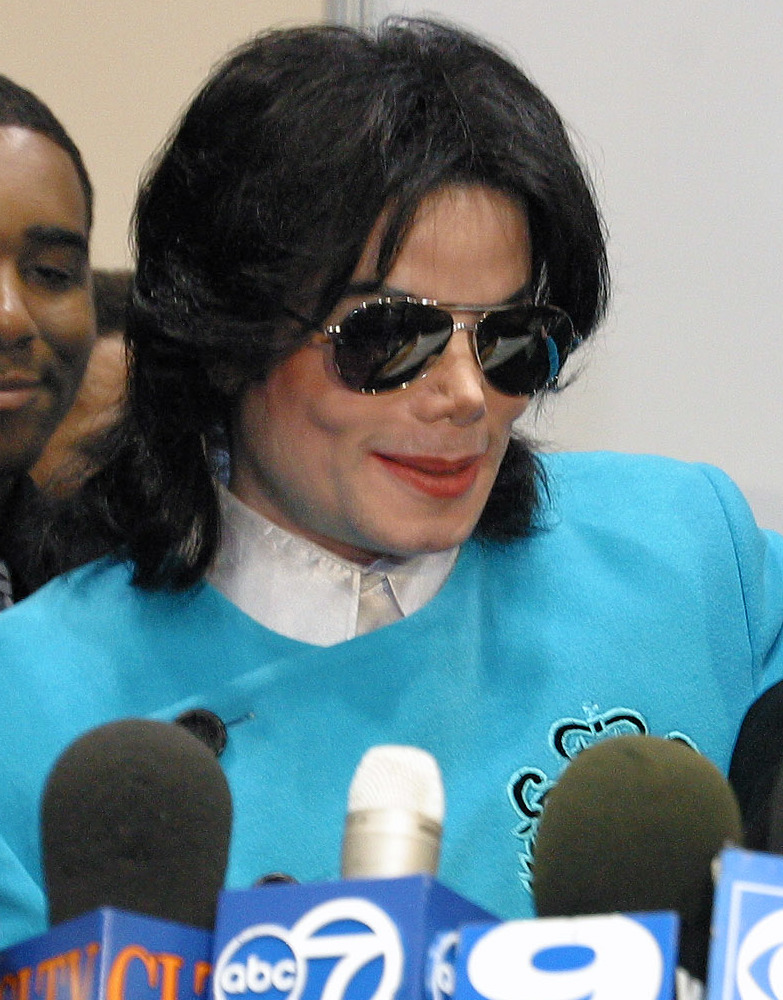
Michael Jackson nel 2003.

Il video di Just Lose It è stato aspramente criticato da moltissimi artisti sentitisi offesi per alcune allusioni in esso contenute. Tra i nomi spicca soprattutto quello di Michael Jackson, il quale ha dichiarato di essersi profondamente offeso per il modo in cui Eminem lo ridicolizza. Jackson chiese che il video venisse sospeso, ma molte tv continuarono a mandarlo in onda. Jackson definì il video «oltraggioso» e «irrispettoso» della sua persona e definendolo «una parodia umiliante e priva di sensibilità» arrivando a parlarne pubblicamente durante alcune interviste. In un'intervista con il comico e conduttore televisivo americano, Steve Harvey sulla stazione radio di Los Angeles 100.3 FM, Jackson ha dichiarato: 
(Michael Jackson ai microfoni di Steve Harvey, 2004)
Jackson ha inoltre dichiarato ai microfoni di Fox News:
(Michael Jackson a Fox News, 2004)
Durante un'intervista esclusiva con il giornalista statunitense Geraldo Rivera che, per suo conto, definì il video «una parodia selvaggia, persino razzista», Jackson ha infine dichiarato: 
(Michael Jackson intervistato da Geraldo Rivera nel 2005)
Oltre che a MTV, Jackson ha chiesto ad altre stazioni di musica e televisioni via cavo di non mostrare il video di Just Lose It. Dopo alcune manifestazioni di supporto da parte dei fan di Jackson fuori dalle sedi delle più importanti televisioni musicali statunitensi, Black Entertainment Television ha onorato la sua richiesta perché il presidente di BET, Robert Johnson, ha affermato di ritenere inappropriato screditare in questo modo una celebrità. Nel video compare l'attore Tony Cox, nel ruolo dello stesso folletto di Babbo Natale che aveva già interpretato nel film Babbo bastardo.
Altre celebrità che compaiono nel video sono Paris Hilton, Katie Cassidy, Monica Parales, Erik Estrada e Alyson Stoner.